# 中日和約
《中華民國與日本國間和平條約》，簡稱《中日和平條約》、《中日和約》，又稱《臺北和約》，為中華民國與日本結束兩國之間自第二次世界大戰以來的戰爭狀態而簽訂的和平條約，於1952年4月28日在臺北的臺北賓館簽署，同年8月5日雙方換文生效。該條約明定中華民國與日本之間的戰爭狀態，自本約發生效力之日起即告終止。
條約中雙方承認：日本已在舊金山和約放棄對於臺灣、澎湖群島以及南沙群島、西沙群島之一切權利、權利名義與要求；日本已放棄在中國之一切特殊權利及利益；1941年12月9日以前中國與日本國間所締結之一切條約、專約及協定，均因戰爭結果而歸無效。雙方表示將開始經濟方面之友好合作，儘速商訂兩國貿易、航業、漁業及其他商務關係的條約或協定。日本在1972年9月29日與中華民國斷交後片面廢止和約。

## 緣起

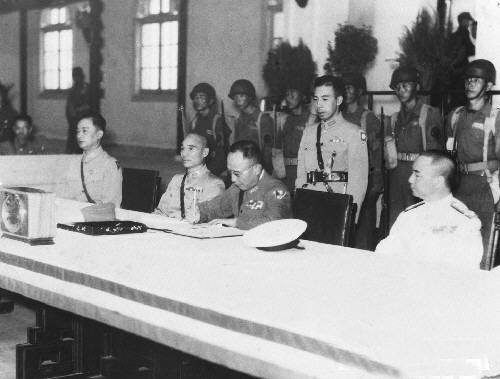
1945年9月9日在南京中央陸軍軍官學校禮堂舉行中國戰區受降儀式，中國戰區中國陸軍總司令何應欽在日軍投降書上簽字。

1945年8月14日，「日本天皇宣佈接受無條件投降」:46-47。日本昭和天皇宣佈終戰詔書。9月2日，日本與中、美、英、蘇等同盟國簽署《降伏文書》，第二次世界大戰正式結束。9月9日，在南京中央陸軍軍官學校禮堂舉行中國戰區受降儀式。
1947年1月30日，中華民國通知英、美、法、蘇四國，指出中華民國有權參加對德、日和約起草工作:8275。3月17日，東京盟軍統帥麥克阿瑟向東京記者團發表講話，稱據目前世界形勢，開始商討對日和約，業已成熟:8314提請英、美、蘇、法、中等對日早訂和約:8314。12月5日，國民政府送出關於對日和約預備會議對蘇聯政府11月27日照會之覆文，稱對日和會組織及表決程序，應照遠東委員會成例:8466。
1948年1月4日，蘇聯照會中、美、英三國，建議於本月召開四國外長特別會議，起草對日和約:8482。1月5日，中華民國外交部發言人表示：中國堅持召開11國會議作為起草對日和約之初步程序，並由四強保留有否決權合理之運用；英國外交部發言人表示：英國政府拒絕接受蘇聯提出之由蘇、中、英、美四國準備對日和約之建議，反對四國保有否決權，堅持由遠東委員會各國起草對日和約:8483。1月7日，外交部次長葉公超稱：中國將堅持在遠東和會中保持否決權，但僅為其本身的利益之合法保障而已:8485。為解決戰敗的日本地位問題、與釐清戰爭責任的國際法律問題，後來促成多國對日的《舊金山和約》。由於同盟國在談判對日和約時正值第二次國共內戰、中華民國政府遷至臺灣臺北，以及韓戰爆發、美国與中華人民共和國參戰，國際間對於應由中華民國政府或中華人民共和國政府代表中國存有爭議。韓戰爆發後，美國為防止臺灣落入中共之手，初始設計方案是將臺灣交由聯合國接管。但中共介入韓戰後改變了美國政府的處理態勢，美國政府停止所有要將臺灣事務交由聯合國處理的方案。
1950年9月，美国总统杜魯門派遣杜勒斯推動對日和約相關事宜，中華民國駐美國大使顧維鈞與杜勒斯對日本政府施加壓力，要求日本首相吉田茂與中華民國簽訂和平條約，並且一定要讓中日和約在《舊金山和約》正式生效前簽妥。
1951年2月，美国国务院顧問杜勒斯，於東京訪中華民國駐日代表團何世禮團長，交換對日和約意見:67。中美兩國以換文方式成立「聯防互助協定」:67。3月，行政院通過「對日和約」覆文，訓令顧維鈞大使轉致美國政府:67。6月14日，美國、英國商定對日和約，中華民國將不列入簽字國。6月18日，蔣就參加對日和約問題發表鄭重聲明，指出其抗日最早、犧牲最重、貢獻最大，對日和約如無其參加，將加深遠東局勢混亂，且其為聯合國承認之合法政府，任何含歧視性條件，均不接受:68。6月28日，顧維鈞與杜勒斯談中日和約問題，杜勒斯主張「中日雙邊和約」在多邊和約之後簽訂:327。9月，對日多邊和約於舊金山簽字:68。《舊金山和約》第26條規定：「與日本處於戰爭狀態國家……而此國家非本條約簽署國，在本條約實質上相同條件下，簽訂雙邊和平條約。但日本之此項義務，僅止於本條約對個別聯盟國首次生效日起3年內有效。若日本與任一國家簽訂和平協議或戰爭請求協議，並賦予該國優於本條約所定之條款，此優惠待遇應自動擴及本條約所有簽署國。」但是中華民國並未參與簽署本條約。
在中華民國與日本國間和平條約簽訂之前，英國政府希望日本可以自行決定與中華人民共和國簽約，但美國以向日本施壓為誘餌，先請中華民國政府自行決定與日本的和約將只適用於任何一方現在與將來「實際控制」下的領土，才分別向英、日兩國施壓，讓日本在多國和約生效前，即開始與中華民國談判雙邊和約。在中日和約談判過程中，因中華民國政府亟需以和約鞏固其中國合法政府的地位，日本乃要求中華民國政府在和約實質內涵上讓步，甚至不惜讓談判破裂；直到多國和約生效前幾個鐘頭，日本才在美國壓力下與中華民國政府簽訂雙邊和約。
中華民國外交部表示，《中日和約》主要是為了解決兩國間戰爭狀態之存在而引起之各項問題，其目的主要為：
1. 必須正式終止戰爭狀態，戰爭行為雖已實際結束，而且日本也隨即簽署《降伏文書》，但在形式上仍須有一和約以終止兩國戰爭狀態；
2. 確認戰後雙方關係，如處理領土、戰爭賠償、財產、人民國籍等問題。

## 簽訂過程

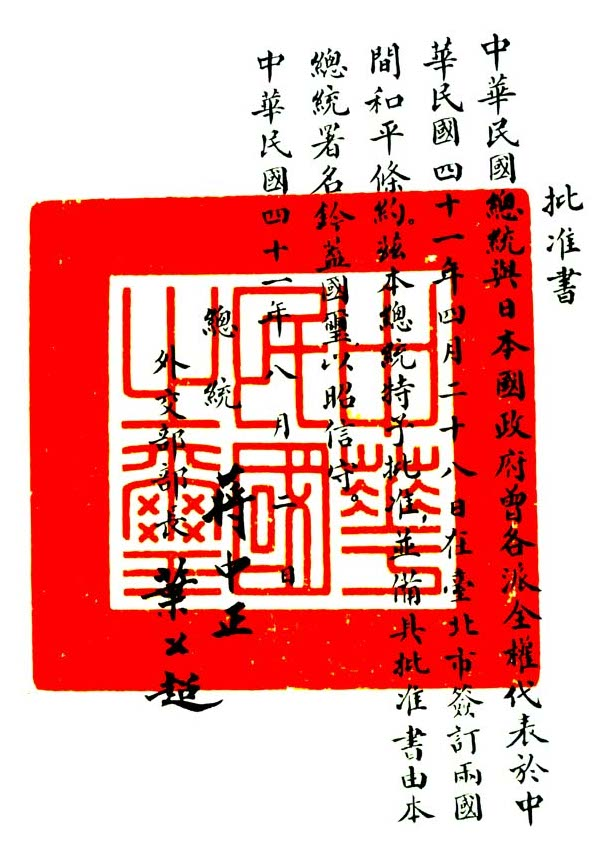
1952年8月2日，蔣中正與葉公超簽署、蓋印中華民國國璽的中日和約批准書

1952年2月，蔣以外交部長葉公超為商訂「中日和平條約」全權代表，政務次長胡慶育為副，於台北舉行第一次會議:69。2月17日，日本政府派遣全權代表團河田烈與其隨員抵達臺北。2月19日，在中華民國外交部開始舉行中日兩國和約討論會議。雙方經過3次正式會議和18次非正式會議，為期2個月的談判。
「中日和平條約」4月28日在台北簽字:70。雙方在臺北賓館舉行簽署儀式，中華民國政府官員及民意代表總共有100多人到場觀禮。葉公超與河田烈兩位全權代表在當日下午分別在《中日和約》正本上簽名。 蒋接見日本締結和平條約全權代表河田烈，寄語日本朝野，共建東亞和平:70。

## 臺灣主權歸屬問題
- 《中日和約》第二條：「茲承認依照公曆一千九百五十一年九月八日在美利堅合眾國金山市簽訂之對日和平條約第二條，日本國業已放棄對於臺灣及澎湖群島以及南沙群島及西沙群島之一切權利、權利名義與要求。」
- 《中日和約》第四條：「茲承認中國與日本國間在中華民國三十年即公曆一千九百四十一年十二月九日以前所締結之一切條約、專約及協定，均因戰爭結果而歸無效。」

- 《中日和約》第十條：「就本約而言，中華民國國民應認為（英文版：shall be deemed to，即「應視為」）包括依照中華民國在臺灣及澎湖，所已施行或將來可能施行之法律規章、而具有中國國籍之一切臺灣及澎湖居民及前屬臺灣及澎湖之居民及其後裔；中華民國法人應認為包括依照中華民國在臺灣及澎湖所已施行或將來可能施行之法律規章所登記之一切法人。」

- 《中日和約》照會第一號：「本約各條款，關於中華民國之一方，應適用於現在在中華民國政府控制下或將來在其控制下之全部領土。」
- 1952年7月，葉公超在中華民國立法院的諮詢報告中，對於照會第一號是否具有領土主權之法律效力，表示：「……換文所規範者，非和約之法律效力，而為和約之適用。且換文雖為和約之一項附件，並非和約之一部份，其效力為臨時性的……雙方換文中訂定的適用範圍是指我國政府控制下的一切領土，所謂控制是一種事實的狀態，並無任何法律意義，與法律上之主權，截然不同……」[15]
- 1964年2月23日，日本眾議院預算委員會開會時，議員戸叶武（日语：戸叶武）就《中日和約》照會第一號質詢臺灣之歸屬問題，日本外相大平正芳答覆：「無論是台灣也好，中國大陸也好，這件換文基本上與中華民國的領土權問題完全無關……此規定是以國民政府在這些地區施政的事實為前提，很明顯的並不代表該政府擁有這些地區的領土權。我方的解釋採用『控制』這個詞彙來突顯這樣的含意。」[16]
- 1964年2月29日，日本眾議院預算委員會開會時，議員岡田春夫針對《中日和約》照會第一號質詢臺灣之歸屬問題，外務省條約局局長中川融答覆：「關於這個問題，日文中是用『領域』這詞彙，而中文中則是用『領土』，總之不論是說『領域』或『領土』，應該從條約整體精神來考察，才能判斷是用於何種涵義。從這樣來看，在舊金山和約中，日本已經放棄了台灣和澎湖島的所有權利、權限，在法律上不可能將其重新判定為中華民國所有。正因為無法這麼做，才費盡苦心地樹立剛才所說的規矩、認知規定。從這點而言，將其解釋為日本認定主權歸中華民國並不合理。就日本政府的解釋來看，從交涉開始進行時，日華間的交涉雖然也有探究這一點，但交涉當時所談的內容很明顯與主權問題不同，兩者一直是分開的，因此解釋上並無衝突。」[17]
- 1952年時任中華民國外交部長的葉公超向立法院解釋這個條款時表示，《舊金山和約》「並未規定把這些島嶼歸還給中國。」並說：「基於這些領土原來就是我們的，以及現在被我們所控制，更加上日本已經在《中日和約》中放棄，因此，它們事實上還給我們。」在其他事項上，葉公超說：「《舊金山和約》也都沒有條文要決定台灣與澎湖的前途。」[18]
- 外交部長葉公超在立法院針對《中日和約》的質詢：「福爾摩沙與澎湖的地位如何？」說明：「福爾摩沙與澎湖先前是中國的領土。當日本放棄對於福爾摩沙與澎湖的主張後，只有中國具有接管的權利。事實上，我們現在正在控制它，無可置疑的，它成為我們領土的一部份。但是，微妙的國際情勢讓它不屬於我們。在目前的情況下，日本無權將福爾摩沙與澎湖移轉給我們；日本即使想移轉，我們也不能接受。在《中日和約》我們已經制訂條文表明包括福爾摩沙與澎湖合法的居民為中國國籍，此條文可能對未來任何福爾摩沙與澎湖歸還我們時的障礙稍做彌補。」[18]
- 1952年5月13日，中華民國外交部對日和約案卷第54冊載明：「查金山和約僅規定日本放棄台灣澎湖，而未明定其誰屬，此點自非中日和約所能補救。」[19]
- 1952年5月23日，日本眾議院審議《中日和約》時，外務省政務次官石原幹市郎答覆臺灣和澎湖之歸屬的質詢時表示，日本放棄了臺灣和澎湖的一切權利，這兩地的歸屬問題須由同盟國之間決定，而目前同盟國尚未有任何相關的正式決定。[20]
- 1962年2月2日，日本眾議院外務委員會開會時，外務省條約局局長中川融答覆有關《中日和約》之領土條款的質詢時說：「日華條約中沒有應稱作領土條款的規定，而有關於日華條約適用於何處的理解。從而根據日華條約，日本並未表示台灣及澎湖島歸屬於中華民國。」[21]
- 1964年2月29日，日本眾議院預算委員會開會時，日本首相池田勇人答覆議員岡田春夫對於《中日和約》與臺灣歸屬的質詢時說：「我們說得很清楚了。我方在和平條約中放棄了（領土權）。這不是我們可以置喙的。所以，我們只是依據和平條約的規定，在遵守規定的同時締結了新的日華條約。即使是依據日華條約，也不能做出違背『依舊金山和約之決定日本已放棄（領土權）』的事情。縱使有做出決定，我們也不是以『中華民國擁有台灣領土權』的想法簽訂條約，條約局局長已經多次提到這點了。我們現在也是在這樣的想法下執行日華條約。」[22]

### 近年雙方立場
- 2010年1月14日，日本駐臺代表今井正表示，日本已於《舊金山和約》放棄臺灣，因而無立場認定臺灣歸屬。[23]
- 2012年3月9日，日本首相野田佳彥答覆參議員山谷惠里子，稱日本政府在《舊金山和約》第二條中，業已放棄對臺灣的所有領土權利、權利名義、請求，而臺灣歸屬何國，「日本沒有獨自認定的立場」。[24]
- 2012年8月16日，中國國民黨執政下的中華民國外交部發表「中日和約答客問」，重申《中日和約》已再次確認臺灣領土主權歸屬中華民國。[25]

## 影響
- 二战后，經歷開羅宣言與波茨坦宣言後，美日等國簽訂了舊金山和約，中華民國未參與簽署。韓戰爆發後，美國政府積極協助中華民國政府展開對日正式和約，經由日本正式放棄臺灣、澎湖領土主權，但未載明這些地方的歸屬，因而衍伸出主權問題，詳見下文。
- 《中日和約》生效後，於法理上結束中日從甲午戰爭以來的對立狀態與利益狀態，中日雙邊和平條約奠定了兩國和平基礎。
- 《中日和約》照會第一號聲明中日和約各條款適用於中華民國政府現在或將來控制下之領土。由於日本是在舊金山和約中「放棄」對於臺灣、澎湖列島、西沙群島及南沙群島之主權，所以《中日和約》締約雙方僅於《中日和約》第二條承認日本業已依據《舊金山和約》放棄相關地區的主權。
- 該條約最終趕在《對日和平條約》 （又稱舊金山和約）生效前七個半小時簽署[26][27]，以蔣中正所謂「以德報怨」的指示制定內容；然而實際上當時中華民國政府急需以和約鞏固其中國合法政府的地位迫切性，以中華民國犧牲其實質利益（包括戰爭賠償問題、領土主權）換取象徵其政府合法性的中日和約，處於戰敗的日本於《中日和約》簽訂時反而獲得實質利益，此亦戰後國際局勢演變所造成的。

### 日本政府宣布失去存在意義
日本於1972年9月29日改承認中華人民共和國政府是中國代表政府，與之簽訂《中日建交聯合公報》作為現在日本官方立場，同時不再承認中華民國政府是中國代表政府。日本外務大臣大平正芳在記者會上表明：「日本政府的見解是，作為日中邦交正常化的結果，《日華和平條約》（《中日和約》）已失去存在的意義，並宣告結束。」

## 觀點
主張《中日和約》已確認臺灣主權歸屬於中華民國者，認為即使條約中日本僅明文放棄，中華民國依然取得臺澎主權。以下為主張「臺灣主權歸屬於中華民國」人士的觀點：
- 《中日和約》文字上雖然未明確提及主權轉移，但實質內容已有臺灣主權已轉移給中華民國之意。[28][29]
- 《中日和約》第四條廢止1941年前中日間所有條約協定，臺澎自然恢復為馬關條約前中國領土地位。[30]:7
- 美國國務院1954年12月13日提及《中日和約》的聲明中[註 2]似乎認為只有根據和約才能變更領土主權，這點與西方國際法理論不合。在國際法上，戰勝國可以不經和約明文規定，依保持佔有（uti possidetis）主義，合法取得戰敗國領土，例如勞特派修訂的奧本海國際法第二卷第七版的例子：1912年義土戰爭後，和約中僅土耳其單方面宣告放棄北非特里波利與色內利兩地，再由義大利宣告合併該二地。[30]:9

主張臺灣主權未定論者，認為《中日和約》條文中並沒有提及將臺灣主權轉移給中華民國，臺灣的主權無法得到確定。以下為主張「臺灣主權未定論」人士的觀點：

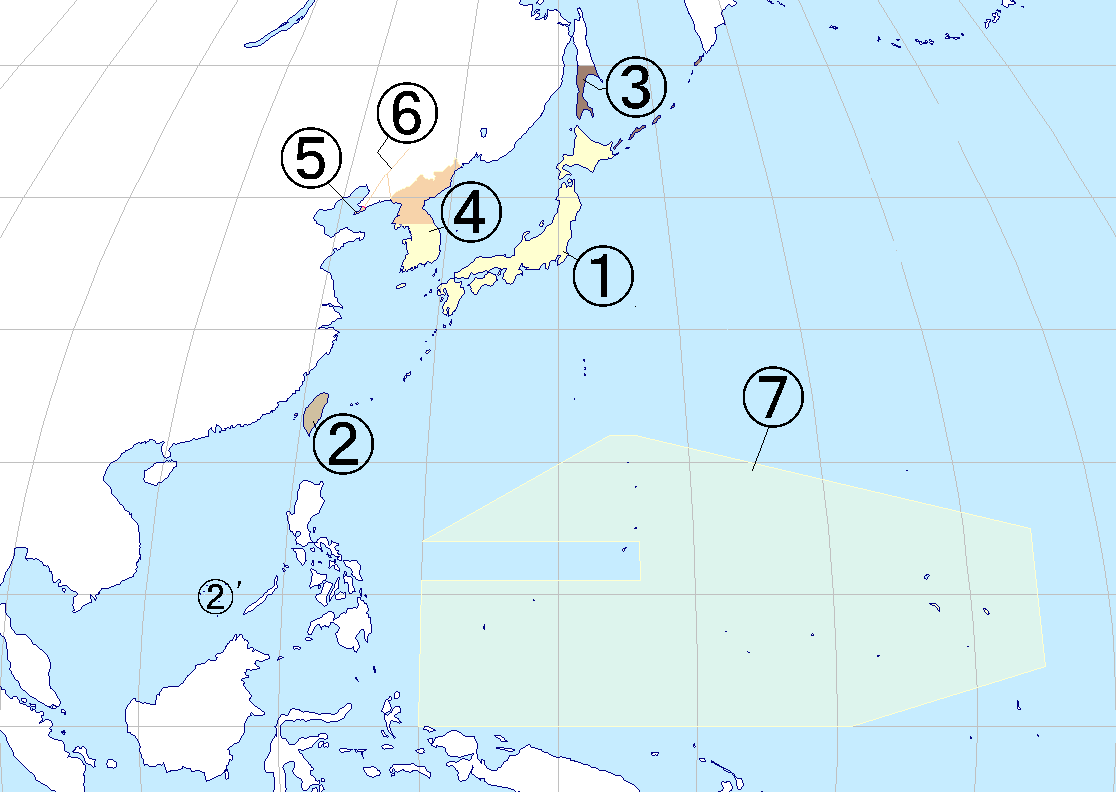
同盟國軍事佔領示意圖（圖片中只收入當時的日本領土），由盟軍統帥麥克阿瑟發佈《一般命令第一號》統一分配各盟國軍事佔領地，其中包含台灣 (Note: 《一般命令第一號》第1條。)。

- 《舊金山和約》載明「放棄對台灣、澎湖等島嶼的一切權利、權利名義與要求」，並於1952年4月28日正式生效，之後的《中日和約》於1952年8月5日才正式生效（《中日和約》的生效時間晚於《舊金山和約》，兩條約皆要生效日才能發生效力，而非簽訂日就有作用，解讀兩條約不能懷有雙重標準）[32]。《中日和約》簽訂時，日本堅持用「業已放棄」（過去式，表示在舊金山和約早已經放棄）。日本政府既早已於《舊金山和約》聲明放棄台灣、澎湖的一切權利、名義與要求，在之後的《中日和約》日本政府就再也無權另作處理（意即沒有重新處分台灣、澎湖的權利）[33][34]。
- 在國際法上，關於領土主權之移轉仍必須透過戰後和平條約才能完成，但《中日和約》第二條指出，中華民國與日本國承認《舊金山和約》第二條的內容，表示「業已放棄」（過去式）臺灣及澎湖列島，而沒有提到臺灣及澎湖列島的主權歸屬，因此臺灣主權並未移交給中華民國[35]。
- 根據《中日和約》第十四條規定，當條約雙方對條約內容解釋有分歧之時，應以條約英文版為準。根據《中日和約》第十條之英文文本，為了本條約之目的，臺灣與澎湖住民係「視為」（deem）具有中華民國國籍[36]。根據Black's Law Dictionary (9th ed. 2009)對於deem的解釋，deem代表的是法律上的擬制，亦即將某物「視為」其事實上所不是的他物，或「視為」具備本不具備的屬性[37]。
- 《中日和約》第十條主要是因臺灣及澎湖島的最終領土歸屬還不清楚，一旦《舊金山和約》生效，臺灣籍的人民就會失去日本的國籍，而後處於國籍不明的狀態，處於國籍不明的狀態之下是很不方便的，例如旅行時的護照問題，因此暫時將臺灣及澎湖島的住民都「視為」具有中華民國國籍[12]，而條文使用「視為」（deem）是因為領土問題還沒有最終決定[13]，《中日和約》第十條與臺灣、澎湖的領土主權歸屬問題無關[38]。
- 《中日和約》只是重申日本在《舊金山和約》第二條放棄台灣澎湖的一切權利及領土要求，同樣未明定台灣的歸屬。自1952年《舊金山和約》生效起，台灣已不再是日本領土，但中華民國或中華人民共和國皆未取得任何領有台灣的法律依據，台灣的法律地位成為未定狀態。[39]
- 《舊金山和約》第二十六條規定任何與日本簽署之雙邊條約，包含《中日和約》在內，效力皆不能超越《舊金山和約》之規定，如果任何雙邊條約之利益有大於《舊金山和約》之規定時，則所有《舊金山和約》的締約國皆可一體適用，意即如果日本在《中日和約》中將台灣主權交給中華民國，那麼所有《舊金山和約》的締約國便可以向日本要求同樣的權利，此條文限制中華民國獨自取得較《舊金山和約》內容更大的利益，也因此《中日和約》並沒有違反這個規定。[40][41][42]
- 保持佔有（uti possidetis）的定義是，戰後征服領土之割讓雖未成為和平條約的條款之一，在法律上，即可因其被戰勝國持有、佔據而被併吞。保持佔有是古典國際法承認的領土移轉方式，但晚近已不再承認此方式是取得領土主權的合法方式[43]，或對其取得主權的法律效力有爭論、疑慮[44][45]。另外，第二次世界大戰的戰勝國是同盟國全體，不是單指中華民國，因此中華民國對臺灣的「保持佔有」不成立[46]。

### 引用
1. 1 2 3 4 5 6 7 8 9  陳雷等編著. . 台北: 傳記文學出版社. 1978-06-01.
2. 1 2 3 4 5 6 7  李新總主編，中國社會科學院近代史研究所中華民國史研究室編，韓信夫、姜克夫主編 (编). . 北京: 中華書局. 2011.
3. ↑  戰後台灣主權爭議與〈中日和平條約〉 （页面存档备份，存于），第60頁，黃自進，中央研究院近代史研究所集刊第五十四期，2006-12
4. ↑  参考 （页面存档备份，存于）
5. ↑  .   [2014年9月1日]. （原始内容存档于2015年5月28日）.
6. ↑  張之傑等 (编). . 台北: 錦繡出版. 1991.
7. ↑  .   [2015-02-06]. （原始内容存档于2015-02-06）.
8. ↑  戰後日本的對華政策：以吉田茂內閣為例的探討（1946~1954） （页面存档备份，存于），黃自進，2005年度財団法人交流協会日台交流センター 日台研究支援事業報告書，財団法人交流協会，2006-06
9. ↑  参考中華民國外交部 外交政策：「臺灣的國際法地位」 （页面存档备份，存于）
10. ↑  中日合約專輯 （页面存档备份，存于） 數位典藏聯合目錄
11. ↑   （日語）.
12. 1 2   （日語）.
13. 1 2   （日語）.
14. ↑   （日語）.
15. ↑  中華民國外交問題研究會. . 臺北: 中國國民黨中央委員會黨史委員會. 1966年: 頁351.
16. ↑   （日語）.
17. ↑   （日語）.
18. 1 2  美國專家譚慎格在《重估「一個中國」政策》一書引用1952年7月23日美國大使館給國務院的資料 Despatch No.31 from the American Embassy in Taipei to the Department of State, July 23, 1952, Enclosure 2, at p.2.
19. ↑  《議定中華民國與日本國間和平條約總報告書》（民國41年5月13日），第１１面左頁，外交部「對日和約」案卷第５４冊，台北：國家檔案局
20. ↑   （日語）.
21. ↑   （日語）.
22. ↑   （日語）.
23. ↑  張茂森. 日本新任駐台代表今井正：台灣歸屬 日無立場認定 （页面存档备份，存于）. 自由時報. 2010年1月15日. [2015年1月26日查閱]
24. ↑  （页面存档备份，存于） （页面存档备份，存于） （页面存档备份，存于） （页面存档备份，存于） 日本首相野田佳彥答覆參議員 （页面存档备份，存于），日本參議院，2012-3-9
25. ↑  「中日和約」答客問」 （页面存档备份，存于），中華民國外交部
26. ↑  國立故宮博物院. . www.npm.gov.tw. 2011-08-09  [2018-04-30]. （原始内容存档于2017-09-03）.
27. ↑  .   [2018-04-30]. （原始内容存档于2018-05-01）.
28. ↑  戰後台灣主權爭議與《中日和平條約》 （页面存档备份，存于），黃自進，《中央研究院近代史研究所集刊》第54期，2006-12
29. ↑  知識天地－我國與聯合國關係之前瞻 （页面存档备份，存于），林滿紅，《中央研究院週報》第1144期，2007-11
30. 1 2 3  丘宏達. . 臺北: 臺灣商務印書館. 2004年11月. ISBN 957-05-1921-5 （中文（臺灣））.
31. ↑  終戰初期臺灣煙酒專賣事業之研究 （页面存档备份，存于），頁66-67，葉彥邦，2005
32. ↑  台灣『不屬於』中華民國才是毫無疑義 （页面存档备份，存于），黃聖峰，蘋果日報，2015-07-28
33. ↑  台灣的國際法地位 （页面存档备份，存于），陳隆志，新世紀智庫論壇第7期，1999-09-30
34. ↑  在台北賓館宣布「二個中國」新國策，呂秀蓮，自由時報，2009-04-29
35. ↑  舊金山和平條約與臺灣地位未定論 （页面存档备份，存于），淡江大學歷史系副教授林呈蓉，台灣歷史學會，2001-09-10
36. ↑  中日和約第10條之解釋 （页面存档备份，存于），第172-175頁，臺灣在國際法上的地位，彭明敏、黃昭堂合著，臺北市：玉山社出版，1995
37. ↑  請查閱Westlaw網站 （页面存档备份，存于）
38. ↑  五、中日和約第10條之性質,僅屬判斷台灣居民國籍之準據法之程序規定 （页面存档备份，存于），您到底是那國人，曾勁元律師，珍寶國際商務法律事務所
39. ↑  行使住民自決權才能捍衛台灣領土 （页面存档备份，存于），李明峻，新台灣新聞周刊第390期，2003-09-12
40. ↑  舊金山和約與台灣主權歸屬問題 （页面存档备份，存于），薛化元，民報，2016-09-09
41. ↑  舊金山和平條約 （页面存档备份，存于），黃昭堂，認識台灣iFormosa
42. ↑  1952 年『中日和約』的性格再議 （页面存档备份，存于），第124頁，徐浤馨，《台灣國際研究季刊》第8卷、第4期，2012年
43. ↑  蘇義雄，平時國際法，三民書局，1993-10，頁178
44. ↑  陳荔彤.  (PDF). 東海大學法學研究. 2005年6月, 第二十二期: 第17頁  [2015-09-23]. （原始内容 (PDF)存档于2016-03-04）.
45. ↑  陳荔彤，臺灣主體論，元照出版有限公司，2002-04，頁26
46. ↑  沈建德. . 台灣日報 (臺中市). 2004年11月23日  [2015年3月30日]. （原始内容存档于2015年4月2日）.

## 外部連結
- . 國史館. （原始内容存档于2014-02-26）.
- 中華民國與日本國間和平條約（页面存档备份，存于）, 日台關係資料集, 東京大學東洋文化研究所
- 日本國全權代表河田烈抵台商訂和約（页面存档备份，存于）, 中央社數位照片平台